# Cantoni Szent György egyházmegye
A Cantoni Szent György egyházmegye (angolul: Eparchy of St. George's in Canton, latinul: Eparchia Sancti Georgii Martyris Romenorum) a Román görögkatolikus egyház egyetlen külső, Románia területén kívül található egyházmegyéje, amelynek a fennhatósága az Amerikai Egyesült Államok és Kanada területére terjed ki. Püspöki székvárosa az ohiói Cantonban található.

## Az egyházmegye története
Az egyházmegye korábban apostoli exarchátus (Apostolic Exarchate of United States of America) volt, amelyet II. János Pál pápa 1982. január 11-én alapított annak érdekében, hogy formálisan is egy szervezetben egyesítse az Egyesült Államokban az addig számos különböző latin rítusú egyházmegye területén lévő görögkatolikus plébániatemplomokat. 1987. március 26-án emelték egyházmegyei státusba, és ekkor evezték el Szent Györgyről is. 2013. április 23-án egészítették ki a területét a jelenlegire Kanada (2 plébáia) hozzácsatolásával.

## Püspökök
- Vasile Louis Puscas – Apostoli exarcha (1982–1987); püspök (1987–1989)
- John Michael Botean – (1996 óta)

## Plébániák
- Alliance, Ohio
- Aurora, Illinois
- Boardman, Ohio
- Boston, Massachusetts
- Canton, Ohio
- Chesterland, Ohio
- Chicago, Illinois
- Cleveland, Ohio
- Dearborn, Michigan
- Detroit, Michigan
- East Chicago, Indiana
- Irvine, Kalifornia
- McKeesport, Pennsylvania
- New York, New York
- Oxnard, Kalifornia
- Roebling, New Jersey
- Trenton, New Jersey
- Ventura, Kalifornia
- Montréal, Québec
- Toronto, Ontario